# Binospirona

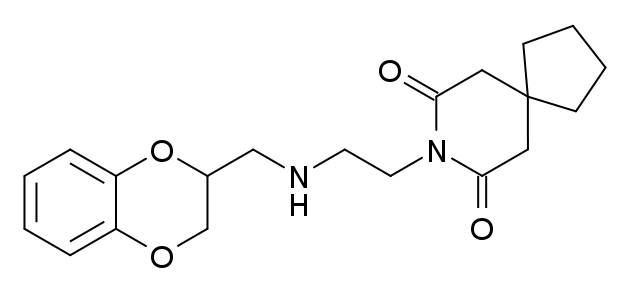

A binospirona (MDL-73005-EF) é uma droga que actua como agonista parcial nos autoreceptores somatodendríticos 5HT1A, mas actua como antagonista nos receptores pós-sinápticos 5HT1A. Tem efeitos ansiolíticos.